# Otto Pfleiderer

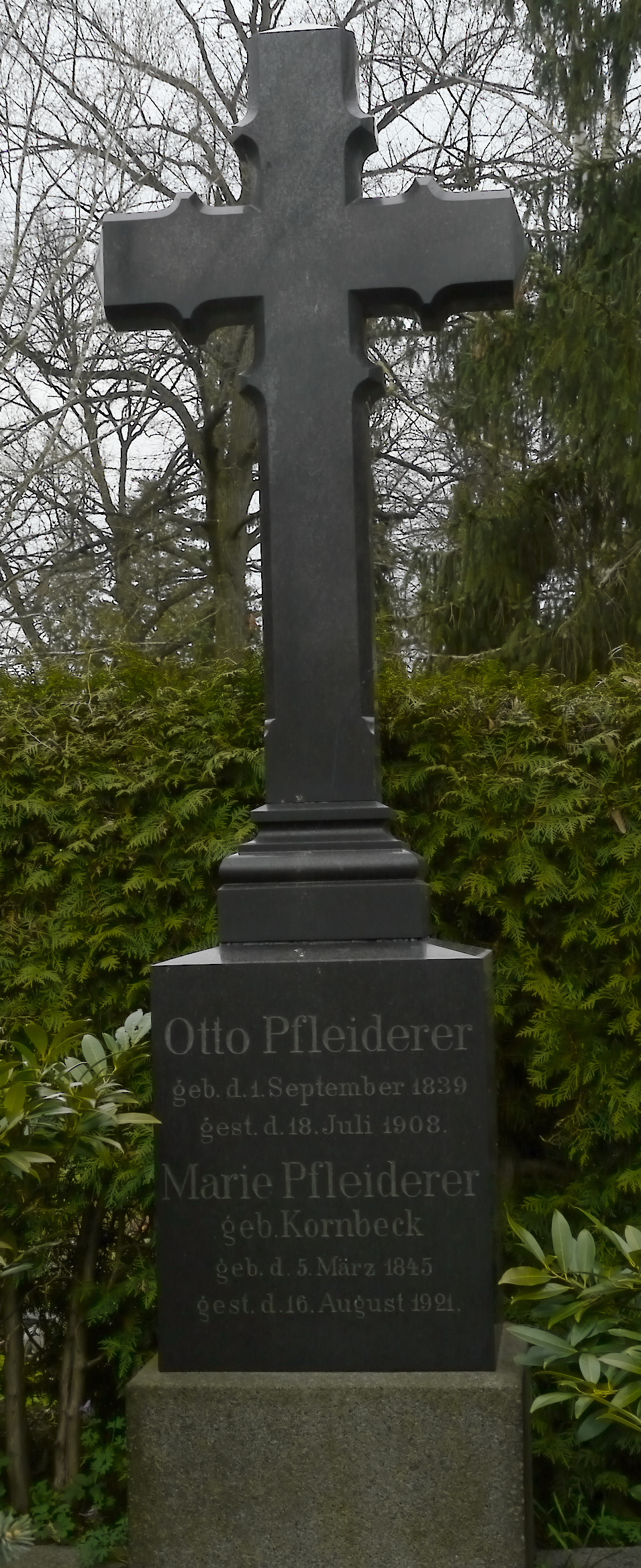
Tombe d'Otto Pfleiderer à Berlin-Lankwitz

Otto Pfleiderer, né le 1er septembre 1839 à Stetten im Remstal (Royaume de Wurtemberg) et mort le 18 juillet 1908 à Groß-Lichterfelde près de Berlin, est un théologien protestant allemand, grande figure du protestantisme libéral. Ses travaux portent principalement sur les origines du christianisme, le Nouveau Testament, la philosophie de la religion, l'histoire des religions et de la théologie, l'éthique.

## Biographie
Entre 1857 et 1861, il est l'élève de Ferdinand Christian Baur à l'université de Tübingen, puis poursuit ses études en Angleterre et en Écosse. Il obtient son habilitation à Tübingen en 1865, exerce pendant quelque temps comme pasteur à Heilbronn, puis est nommé à l'université de Iéna où il devient professeur de théologie pratique en 1871.
En 1875 il obtient la chaire de théologie systématique à l'université Friedrich-Wilhelm de Berlin, dont il sera le recteur en 1894-1895. Il eut notamment pour élève Paul Wilhelm Schmiedel.

## Sélection de publications
- Die Religion, ihr Wesen und ihre Geschichte, auf Grund des gegenwärtigen Standes der philosophischen und der historischen Wissenschaft, Fues, Leipzig, 1869, 2 vol., tome 1, Das Wesen der Religion (Religionsphilosophie), 413 p. ; vol. 2, Die Geschichte der Religion, 495 p.
- Moral und Religion nach ihrem gegenseitigen Verhältniss geschichtlich und philosophisch erörtert, Fues, Leipzig, 1872, 235 p.
- Der Paulinismus : ein Beitrag zur Geschichte der urchristlichen Theologie, Fues, Leipzig, 1873, 518 p.
- Die deutsche Religionsphilosophie und ihre Bedeutung für die Theologie der Gegenwart : eine Einleitungsvorlesung, Reimer, Berlin, 1875, 20 p. (d'abord publié dans Altpreußische Monatsschrift, vol. IX, H. 8, p. 609-627)
- Religionsphilosophie auf geschichtlicher Grundlage, Reimer, Berlin, 1878, 597 p.
- Grundriss der christlichen Glaubens- und Sittenlehre, Reimer, Berlin, 1880, 371 p.
- Das Urchristenthum, seine Schriften und Lehren, Reimer, Berlin, 1882, 390 p.
- Die Vorbereitung des Christentums in der griechischen Philosophie, Gebauer-Schwetschke,Halle, 1904, 81 p.
- Die Entstehung des Christentums, J. F. Lehmann, München, 1905, 255 p.
- Religion und Religionen, J. F. Lehmann, München, 1906, 249 p.
- Die Entwicklung des Christentums, J. F. Lehmann, München, 1907, 270 p.